# Адольф I (герцог Клевский)
Адольф I (нем. Adolf I von der Mark; 2 августа 1373 — 23 сентября 1448) — граф Клевский (под именем Адольф II) в 1394—1417 годах, герцог Клевский с 1417 года, граф Марка (под именем Адольф IV) в 1399—1437 годах.

## Биография
Адольф был старшим сыном графа Клеве и графа Марка Адольфа III из дома Ламарк и Маргариты Юлихской.
В 1394 году унаследовал от отца графство Клеве.
В 1397 году принимал участие в битве при Клеверхамме.
В 1399 году после смерти младшего брата Дитриха унаследовал графство Марк.
В 1430 году назначил своего брата Герхарда регентом большей части графства Марк, которая после смерти последнего отошло к сыну Адольфа Иоганну.

## Семья
Незадолго до 1400 года Адольф женился на Агнессе, дочери короля Германии Рупрехта. Она умерла бездетной год спустя.
В 1406 году Адольф женился на Марии Бургундской, дочери герцога Бургундского Иоанна Бесстрашного. Дети:
- Маргарита (1416—1444), супруга герцога Вильгельма III Баварского, затем графа Ульриха V Вюртембергского;
- Екатерина (1417—1479), супруга герцога Арнольда Гелдернского;
- Иоганн (1419—1481), следующий герцог Клевский;
- Елизавета (1420—1488), супруга Генриха XXVI Швальцбург-Бланкенбургского;
- Агнес (1422—1446), супруга короля Наваррского Карла IV;
- Елена (1423—1471), супруга герцога Генриха Брауншвейг-Люнебургского;
- Адольф (1425—1492), женат на Беатрисе Португальской;
- Мария (1426—1487), супруга герцога Карла Орлеанского, мать короля Людовика XII.